# Frankfurter Reformakte

Der Deutsche Bund von 1815 hatte nur ein Organ, den Bundestag als Vertretung der Regierungen der Mitgliedsstaaten.

Die Frankfurter Reformakte war das Dokument, das dem Frankfurter Fürstentag am 1. September 1863 vorlag. Darin hatte Österreich beschrieben, wie der Deutsche Bund reformiert werden sollte. Die Reformakte stellt den letzten großen Reformvorschlag dar: Sie scheiterte am Widerstand Preußens, aber auch der übrigen Staaten, die ohne Preußen eine Vorherrschaft Österreichs fürchteten.
Die Vorschläge der Reformakte hätten den Deutschen Bund mehr in Richtung eines Bundesstaates bewegt. Das bislang einzige Organ, der Bundestag, wäre in eine Regierung (Bundesdirektorium) und mehrere Vertretungsorgane aufgeteilt worden. Hinzu wäre ein Bundesgericht gekommen. Vor allem sollte der Bundeszweck erweitert werden, nach Außenpolitik und Sicherheit um die Wohlfahrt des deutschen Volks und die Vereinheitlichung des Rechts.

## Hintergrund
Nachdem Preußen die Einführung von Delegiertenversammlungen im Deutschen Bund verhindert hatte, setzte Österreich zu einem großen Reformplan an.
Ludwig von Biegeleben, ein ehemaliger Unterstaatssekretär der Provisorischen Zentralgewalt, verfasste den Entwurf dazu, den umfassendsten und detailliertesten seit 1849. Die österreichische Regierung beschloss eine Fassung am 9. Juli 1863, die in Frankfurt einer Tagung der deutschen Fürsten vorgelegt werden sollte.
Ab dem 16. August 1863 versammelte dieser Frankfurter Fürstentag 26 der 31 Fürsten sowie Bürgermeister der freien Städte. 24 von ihnen stimmten der Reformakte zu. Die Einigung sollte aber nur verbindlich sein, solange die Abwesenden nicht definitiv abgelehnt hätten. Damit leiteten die Fürsten bereits das Scheitern der Reformakte ein: Die kleinen und mittelgroßen Staaten hatten Angst, dass Österreichs Vorherrschaft gestärkt werden würde.

## Inhalt

Organisation des Deutschen Bundes nach den Vorschlägen der Frankfurter Reformakte

### Bundeszweck
Die Reformakte vom 1. September 1863 erweiterte zunächst den Bundeszweck erheblich. Die Aufgaben sollten, außer der äußeren und inneren Sicherheit, zusätzlich die Förderung der Wohlfahrt und die Vereinheitlichung des Rechts in Deutschland umfassen. Der Bund sollte eigene Gesetze erlassen dürfen, und das Verfahren für einheitliche Gesetze über die Landesgesetzgebungen sollte erleichtert werden (für Gesetze, die zwar Landesgesetze waren, aber gleichlautend in allen Staaten erlassen wurden). Es ging also allgemein darum, den Bund mehr in Richtung eines Bundesstaates zu bewegen.
Im Gegensatz zu Reformvorschlägen in den Jahren 1848–1851 sollte der Umfang des Bundesgebietes nicht erweitert werden. Die Regelungen der Reformakte gingen vom bisherigen Umfang aus und betonten, dass zum Beispiel die Bundesabgeordneten nur für diejenigen Teile Österreichs bzw. Preußens zu wählen waren, die auch tatsächlich zum Bund gehörten.

### Bundesdirektorium
Der Bund sollte eine Exekutive erhalten, und zwar in Gestalt eines Bundesdirektoriums, eines Organs aus mehreren Personen (in früheren Plänen war „Direktorium“ der Ausdruck für ein kollektives Bundesoberhaupt). Ursprünglich wollte Österreich, dass das Bundesdirektorium fünf Mitglieder erhielt: je eines, das Österreich, Preußen und Bayern vertrat, und dazu ein viertes und ein fünftes Mitglied, die im Abstand von drei oder sechs Jahren turnusmäßig einen anderen Staat vertraten. Allerdings setzten die übrigen Staaten in Frankfurt auf dem Fürstentag eine Erhöhung der Mitgliedszahl durch: Neben den ständigen Mitgliedern Österreich, Preußen und Bayern sollte es eine vierte Stelle für Sachsen, Hannover und Württemberg geben, mit jährlichen Wechsel zwischen diesen drei Königreichen. Eine fünfte und sechste Position wären für je drei Jahre aus zwei unterschiedlichen Gruppen der restlichen Staaten zu besetzen gewesen.
Das Bundesdirektorium hätte seinen Sitz in Frankfurt am Main gehabt. Die Mitglieder sollten von den Fürsten der vertretenen Staaten ernannt werden und im Direktorium mit einfacher Stimmenmehrheit entscheiden. Das Direktorium hätte unter sich Kommissionen für Fachgebiete wie Inneres, Finanzen usw. gehabt. Den Vorsitz im Direktorium sollte der österreichische Vertreter haben; damit wurde die Forderung Preußens übergangen, dass der Vorsitz zwischen Österreich und Preußen regelmäßig wechseln sollte (sogenanntes Alternat). In Zukunft, so Ernst Rudolf Huber, hätten sich aus den Kommissionen Ressortministerien entwickeln können.
Die Einzelstaaten wären weiterhin für die Verwaltung, für die Aufrechterhaltung von Ordnung und Gesetzmäßigkeit und für die Aufstellung von Truppen verantwortlich gewesen. Dennoch sollte das Direktorium die gesamte vollziehende Gewalt in diesen Fachgebieten ausüben. Es durfte die Befugnisse der Bundeskriegsverfassung ausüben, sicherstellen, dass die Einzelstaaten ihren militärischen Pflichten nachkommen, die Armeen vereinheitlichen und bei Unruhen den Einzelstaaten zur Hilfe kommen. Außerdem sollte das Direktorium den Bund völkerrechtlich vertreten. Völkerrechtliche Verträge hätten aber noch der Zustimmung anderer Organe wie dem Fürstenrat (oder je nach Inhalt des Bundesrats oder der Versammlung der Bundesabgeordneten) bedurft.

### Vertretungsorgane

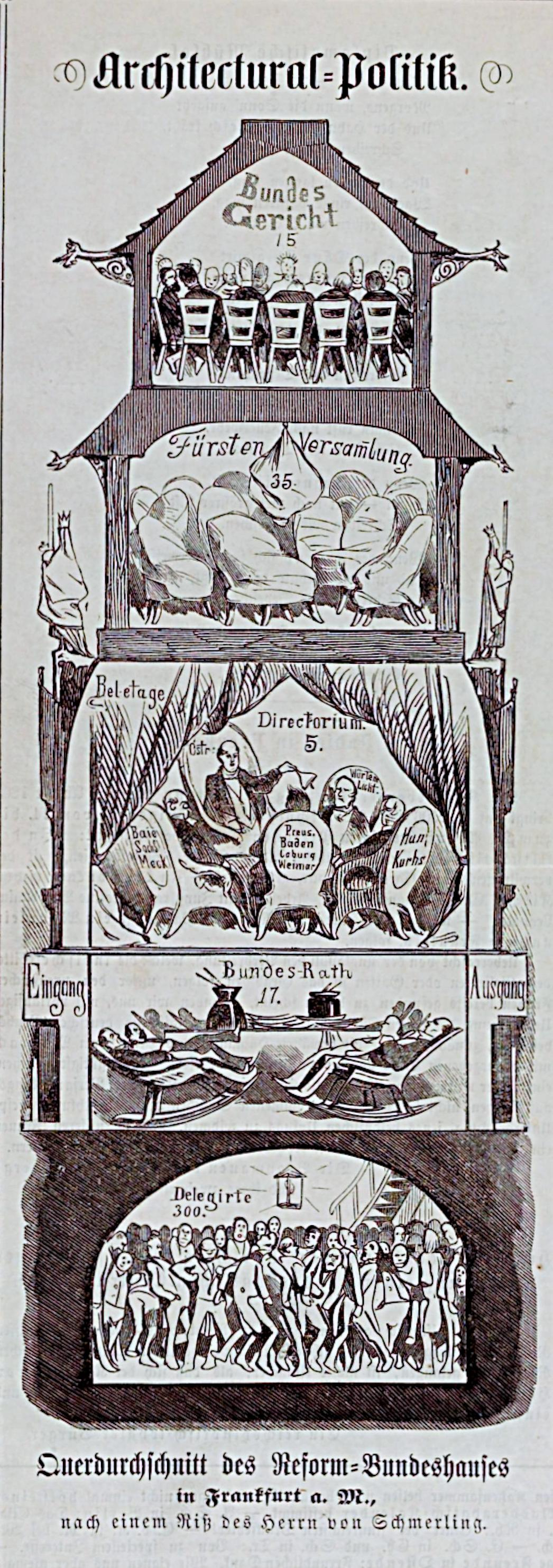
Karikatur über das vorgeschlagene neue Bundeshaus mit den neuen Organen

An die Stelle der alten Bundesversammlung (Bundestag) wären drei Organe getreten, die in unterschiedlicher Weise die Mitgliedsstaaten vertreten hätten:
- Bundesrat: Dieser war dem Engeren Rat des Bundestags nachempfunden, allerdings mit 21 statt wie bisher 17 Stimmen (je drei für Österreich und Preußen). Es wäre also ein ständiger Gesandtenkongress mit Vertretern der Einzelstaaten gewesen. Die Mitglieder des Bundesdirektoriums sollten zeitgleich Mitglieder im Bundesrat sein. Der Bundesrat beschloss mit einfacher Mehrheit (Krieg und Frieden: zwei Drittel; Verfassungsänderungen: Einstimmigkeit).[7]
- Versammlung der Bundesabgeordneten (Abgeordnetenversammlung): Die Parlamente der Einzelstaaten wählten Abgeordnete in diese Versammlung mit 302 Mitgliedern. Je 75 sollten aus Österreich und Preußen kommen, 27 aus Bayern, aus den weiteren Königreichen Sachsen, Hannover und Württemberg je 15 usw. Die Versammlung tagte öffentlich, die Abgeordneten hätten ein freies Mandat gehabt und mit einfacher Mehrheit entschieden (bei Verfassungsänderungen: drei Viertel).[8]
- Fürstenversammlung (Fürstenrat): Dies wäre eine Versammlung aller souveränen Fürsten sowie der Magistrate der vier freien Städte gewesen.[9]

Die Versammlung der Bundesabgeordneten und die Fürstenversammlung wären alle drei Jahre zusammengekommen. Der Bundesrat hätte vor allem eine beratende Funktion gehabt; seine förmliche Zustimmung war aber erforderlich bei völkerrechtlichen Verträgen, Kriegserklärungen und Friedensschlüssen, der Gesetzesinitiative (er konnte also neue Gesetze vorschlagen) sowie bestimmten Haushalts- und Matrikularfragen. Die Abgeordnetenversammlung war als hauptsächlicher Gesetzgeber vorgesehen, Gesetze hätten aber auch der Zustimmung der Fürstenversammlung bedurft. Vermutlich aber wäre die Fürstenversammlung faktisch hinter dem Bundesrat zurückgetreten, über den die Länder die praktische Politik betrieben hätten.

### Bundesgericht

Gebiet des Deutschen Bundes

Schon bei Gründung des Bundes hätte eigentlich ein Oberstes Bundesgericht eingerichtet werden sollen. Damals hatten Bayern und Württemberg auf ihrer Justizhoheit bestanden und das Gericht verhindert.
Laut Reformakte sollte nun ein Bundesgericht nach altem römischen Recht richterlich entscheiden über:
- privatrechtliche Ansprüche gegen den Bund
- privatrechtliche Ansprüche gegen mehrere Gliedstaaten, wenn ungeklärt war, welcher verantwortlich war
- privatrechtliche Ansprüche gegen den Souverän eines Gliedstaats, wenn es in diesem dafür keinen Gerichtsstand gab
- Ansprüche von Privatpersonen, wenn ein Gliedstaat die Rechtspflege verweigerte
- Ansprüche zwischen Gliedstaaten
- Streitfälle, die laut Verfassung eines Gliedsstaats und mit Zustimmung von Direktorium und Bundesrat vom Bundesgericht zu entscheiden waren

Eine Schiedsrolle sollte das Bundesgericht haben bei:
- allen sonstigen Streitigkeiten zwischen Gliedstaaten
- Streitigkeiten zwischen regierenden Fürstenhäusern von Mitgliedsstaaten, wie die Thronfolge
- Verletzung der Rechte von Untertanen und Körperschaften (Art. 12–18 Deutsche Bundesakte) durch Gliedstaaten
- Streitigkeiten zwischen den Regierungen und Volksvertretungen von Gliedstaaten über die Landesverfassung

Das Bundesgericht sollte in Frankfurt tagen. Es hätte einen Präsidenten, zwei Vizepräsidenten und zwölf ordentliche Beisitzer gehabt. Bei schiedsrichterlichen Entscheidungen zwischen Regierung und Volksvertretung eines Gliedstaates wären zwölf außerordentliche Beisitzer hinzugekommen.

## Reaktionen

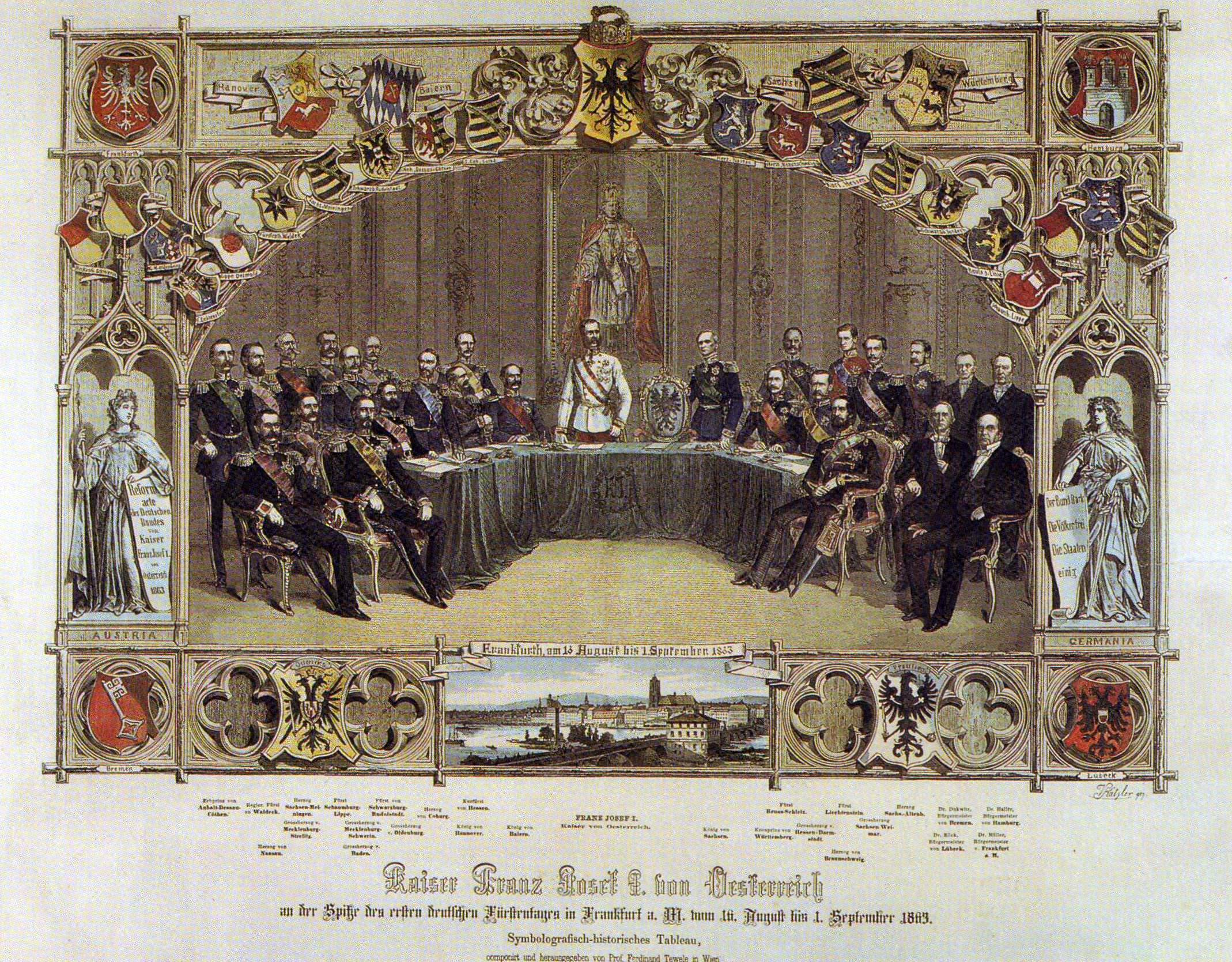
„Symbolographisches-historisches Tableau“, Vinzenz Katzler über den Fürstentag

Der preußische König Wilhelm I. forderte, in den Worten von Ernst Rudolf Huber, „Veto, Parität und direkte Volkswahlen im Bund“. Mit dem Veto war gemeint, dass Österreich und Preußen Kriegserklärungen des Bundes verhindern können sollten, solange das Bundesgebiet selbst nicht angegriffen wurde. Sollten Österreichs Besitzungen in Italien oder Ungarn angegriffen werden, wollte Preußen Österreich nicht unterstützen müssen. Preußen verlangte außerdem das Alternat, den wechselnden Vorsitz mit Österreich, was zu einer dualistischen (hier gemeint: österreichisch-preußischen) Vorherrschaft im Bund geführt hätte. Drittens sollte der Bund ein direkt gewähltes Parlament haben, wodurch die relativ hohe Bevölkerungszahl Preußens besser zur Geltung gekommen wäre.
Österreich hatte solche Forderungen immer wieder abgelehnt und konnte nun schlecht seine Meinung ändern. Allerdings wollten die anderen Staaten nicht auf Preußen verzichten, da dies eine österreichische Vorherrschaft verstärkt hätte. Ein Alternat hätten sie viel eher akzeptiert. Der (großdeutsch gesinnte) Deutsche Reformverein stimmte der Reformakte grundsätzlich zu, verlangte aber einige Sicherungen der Freiheit der Deutschen. Der Nationalverein hingegen lehnte die Akte ab, da die vorgeschlagene Reform ihm nicht weit genug ging. Er kritisierte aber auch Preußen, denn nach den bisherigen Erfahrungen (Verfassungskonflikt) mit Bismarcks Regierung könne man an deren Gegenvorschläge nicht glauben. Man glaubte, das gewählte Bundesparlament sei nur aus taktischen Gründen vorgeschlagen worden.

## Bewertung
Ernst Rudolf Huber sieht im österreichischen Reformplan eine mittlere Lösung zwischen der staatenbündischen Bundesakte von 1815 und der bundesstaatlichen Reichsverfassung von 1849. Österreich trachtete danach, Preußen zu isolieren und den Gagernschen Doppelbund quasi ins Gegenteil zu verkehren: Nicht Preußen sollte mit den übrigen Staaten einen kleindeutschen Bundesstaat bilden, der mit Österreich über einen weiteren Bund verbunden gewesen wäre. Stattdessen wollte Österreich mit den übrigen Staaten einen engeren Staatenbund bilden, der mit Preußen über einen weiteren Bund verbunden gewesen wäre. Hätte sich Preußen dieser Lösung widersetzt, hätte Österreich ihm ein „zweites Olmütz“ bereitet, eine diplomatische Niederlage und Aufzwingen der eigenen Vorstellungen.
Michael Kotulla zufolge waren alle Reformvorschläge im Deutschen Bund von den Großmächten vorgeschlagen worden, um ihre eigene Machtstellung auszubauen. Die Frankfurter Reformakte sei der „letzte bedeutsame Reformversuch“ gewesen. Schon bald jedoch arbeiteten die Großmächte Österreich und Preußen wieder zusammen, im Deutsch-Dänischen Krieg.